# Oberto II Pallavicino

Stemma dei Pallavicino

Oberto II Pallavicino, attestato anche come Uberto di nome, Pelavicino di cognome (Polesine Parmense, 1197 – Gusaliggio, 8 maggio 1269), è stato un condottiero italiano, uomo d'armi con Federico II di Svevia. Apparteneva alla linea lombarda della nobile famiglia dei Pallavicino.

## Biografia
Figlio di Guglielmo Pallavicino e della contessa Solusta Platoni (Signora del Monte Sidolo). Era guercio, sembra infatti che abbia perduto un occhio da neonato quando un gallo glielo cavò in culla; l'occhio superstite invece era nero.
Vicario imperiale e sostenitore di Federico II e della parte ghibellina, a partire dal 1234 appoggiò l'imperatore contro il papa Gregorio IX e i Comuni, la cui espansione (in Val Padana, in Liguria, nella Toscana settentrionale) minacciava i vasti possedimenti dei Pallavicino.
Dal 1250, insieme a Buoso da Dovara, sottomise le città di Parma, Cremona, Piacenza, Pavia, e Brescia.
Sebbene in primo tempo ne fosse amico, combatté Ezzelino III da Romano: si unì ai guelfi e prese parte alla vittoriosa battaglia di Cassano (1259) della Lega Lombarda contro Ezzelino. Per questo, fu ricompensato dalle città di Milano, Como, Lodi, Novara, Tortona, e Alessandria.
Quando Carlo d'Angiò invase la Lombardia, Oberto combatté ancora insieme ai ghibellini, ma fu più volte sconfitto .

## Discendenza
Uberto sposò in prime nozze Beatrice della Gherardesca di Pisa, che venne ripudiata perché sterile. In seconde nozze sposò Sofia di Enrico da Egna, forse parente di Ezzelino III da Romano, dalla quale ebbe cinque figli:
- Giovanna, che sposò Salinguerra Torelli
- Isabella
- Manfredino (1254-1328), che fu podestà di Pavia e uomo d'armi
- Maria, che sposò Guido Guidi
- Margherita, che sposò Alberto della Scala di Verona, nipote di Mastino I, signore di Verona